# S/2003 J 12
S/2003 J 12 est un satellite naturel de Jupiter.

## Caractéristiques physiques
Peu de choses sont connues sur S/2003 J 12, mais il s'agit de l'un des plus petits satellites de Jupiter. Avec une magnitude de 17,2, il possèderait un diamètre moyen d'environ 1,3 km.

## Orbite

Diagramme illustrant l'orbite des satellites irréguliers de Jupiter.

S/2003 J 12 orbite autour de Jupiter à la distance moyenne de 17 740 000 km en un peu plus de 550 jours, avec une inclinaison de 146° sur l'écliptique et une excentricité de 0,38. S/2003 J 12 est le satellite rétrograde le plus proche de Jupiter : tous les satellites connus plus proches sont progrades. Il ne semble faire partie d'aucun groupement.

## Historique
S/2003 J 12 fut découvert par l'équipe de Scott Sheppard sur des images datant du 8 février 2003 ; la découverte fut annoncée le 7 mars 2003.
En 2007, son orbite n'étant pas encore confirmée, le satellite conserve sa désignation provisoire, laquelle indique qu'il fut le 12e satellite découvert autour de Jupiter en 2003.
Sa réobservation, sur des images étalées entre 2001 et 2011, est annoncée en décembre 2020. Ces nouvelles observations semblent indiquer qu'il ne s'agit pas du satellite irrégulier rétrograde le plus interne, mais confirment par contre son appartenance au groupe d'Ananké.